# Unabhängige Partei der Arbeiter Kurdistans
Die Unabhängige Partei der Arbeiter Kurdistans (Kurdisch: Party Khabat bo Serbogoy Kurdistan) ist eine Splitterorganisation der Irakischen Kommunistischen Partei in der autonomen Region Kurdistan.

## Geschichte
Die Partei wurde anfangs von Mohammed (Hussein) Halleq geführt, der aber am 2. November 1995 ermordet wurde. Nach seinem Tod verschlechterten sich die Beziehungen zur Patriotischen Union Kurdistans (PUK), da es von Seiten der Unabhängigen Partei der Arbeiter Kurdistans Verdächtigungen gab, die Patriotische Union Kurdistan stecke hinter dem Mordanschlag. Trotz dieser Spannungen versuchte die Partei in der letzten Zeit immer wieder, ihre Beziehung zur PUK zu verbessern.
Parallel dazu hat sich die Verbindung zur PKK verschlechtert, unter anderem weil sich die Partei gegen das Rückzugsgebiet der PKK im Norden des Iraks aussprach.

## Heutige Lage
Es heißt, der neue Führer der Partei sei Yousif Hanna (besser bekannt als Abu Hikmat). Er ist Minister im Kabinett der Kurdische Demokratische Partei in Erbil. Unklar ist, wo sich die Büros der Partei befinden. Es gibt Behauptungen darüber, dass die Partei auch Büros in Suleimaniyya und Ranya hat. Nach eigenen Berichten soll das Büro in Suleimaniyya von einer so genannten „Kohlenstofffirma“ geführt werden. Andere Quellen geben an, dass diese Büros den tatsächlich der Partei vertreten, während auf dem Gegenteil, das Büro in Arbil dem „wirklichen“ der Partei  angehören soll.